# ماونت ایر (آیووا)
ماونت ایر (به انگلیسی: Mount Ayr) شهری در ایالت آیووا کشور ایالات متحده آمریکا است که جمعیت آن در سرشماری سال ۲۰۱۰ میلادی، ۱٬۶۹۱ نفر بوده‌است.

## نگارخانه

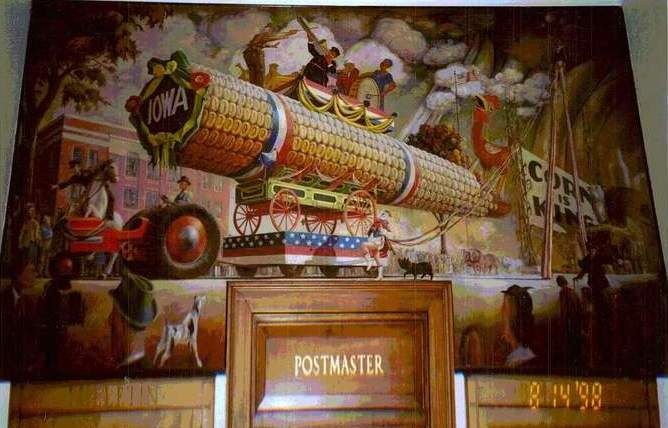
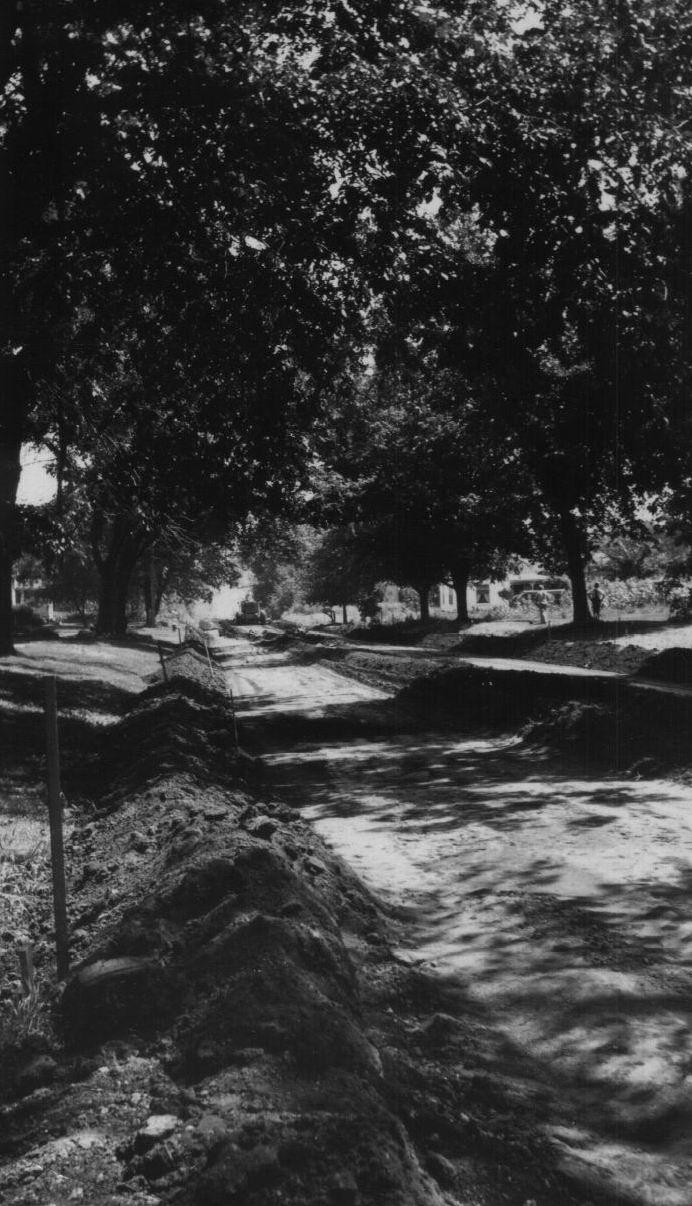